# Basilique Notre Père Jésus de Medinaceli de Madrid
La basilique Notre Père Jésus de Medinaceli (en espagnol : Basílica Nuestro Padre Jesús de Medinaceli) est une église située dans le centre de Madrid où se trouve le Christ de Medinaceli. Elle est le siège canonique de l'archiconfrérie de Notre Père Jesús de Medinaceli et confiée aux frères mineurs capucins. C'est l'une des cinq basiliques de Madrid avec Notre-Dame d'Atocha, Saint-François-le-Grand, Saint-Michel et la Milagrosa. 

## Histoire
L'église s'élève sur l'emplacement de l'ancien couvent des trinitaires de Notre-Dame de l'Incarnation. En 1922, le bâtiment délabré est démoli et la construction de la nouvelle église commence en 1927 sous la direction de l'architecte Jesús Carrasco-Muñoz (es) qui l'achève en 1930.
L'édifice est solennellement consacré le 21 novembre 1930 par Mgr Leopoldo Eijo y Garay (es), évêque de Madrid, et érigé en paroisse le 26 janvier 1966 par Mgr Casimiro Morcillo González (es). Le pape Paul VI élève l'église à la dignité de basilique mineure le 1er septembre 1973.

## Intérieur
La basilique, en forme de croix latine, comprend une nef principale bordée de deux bas-côtés et terminée par une courte abside où s'élève le maître-autel au-dessus duquel la statue du Christ de Medinaceli est vénérée.